# Samuel Ethor Ferreira Guedes
Samuel Ethor Ferreira Guedes, auch bekannt als Tiba, (* 14. Februar 2001) ist ein brasilianischer Fußballspieler.

## Karriere
Tiba begann seine Karriere bei der AE Velo Clube Rioclarense. Für diese kam er in der Saison 2020 zu sechs Einsätzen in der dritten Liga der Staatsmeisterschaft von São Paulo. Zur Saison 2021 wechselte er zum EC Primavera. Für Primavera absolvierte er in der Saison 2021 20 Partien in der dritten Liga der Staatsmeisterschaft von São Paulo, mit dem Team stieg er zu Saisonende in die zweite Liga auf. In der zweiten Stufe kam er dann in der Saison 2022 zu 17 Einsätzen.
Im August 2022 wurde Tiba an den Zweitligisten Sampaio Corrêa FC verliehen, für den er aber nie spielte. Im Dezember 2022 wurde er an Atlético Monte Azul weiterverliehen. Für Monte Azul spielte er fünfmal in der zweiten Liga der Staatsmeisterschaft von São Paulo. Zur Saison 2023/24 wechselte der Angreifer zum österreichischen Zweitligisten Kapfenberger SV. Sein Debüt in der 2. Liga gab er im August 2023, als er am zweiten Spieltag jener Saison gegen den Floridsdorfer AC in der Startelf stand. Insgesamt kam er zu 24 Zweitligaeinsätzen, in denen er dreimal traf. Nach der Saison 2023/24 verließ er Kapfenberg.
Nach einem halben Jahr ohne Verein kehrte er im Januar 2025 nach Brasilien zurück und wechselte zur unterklassigen UA Carmolandense.